# Хамберстон, Джеймс Томас
Джеймс Томас Хамберстон или Хамберстоун, в   Латинской Америке – Сантьяго Хамберстон (англ. James Thomas Humberstone, исп. Santiago Humbertstone, 8 июля 1850, Дувр, Великобритания – 12 июня 1939, Икике, Чили) – английский инженер-химик, организовавший и усовершенствовавший промышленные разработки селитры на севере Чили в пустыне Атакама.

## Биография

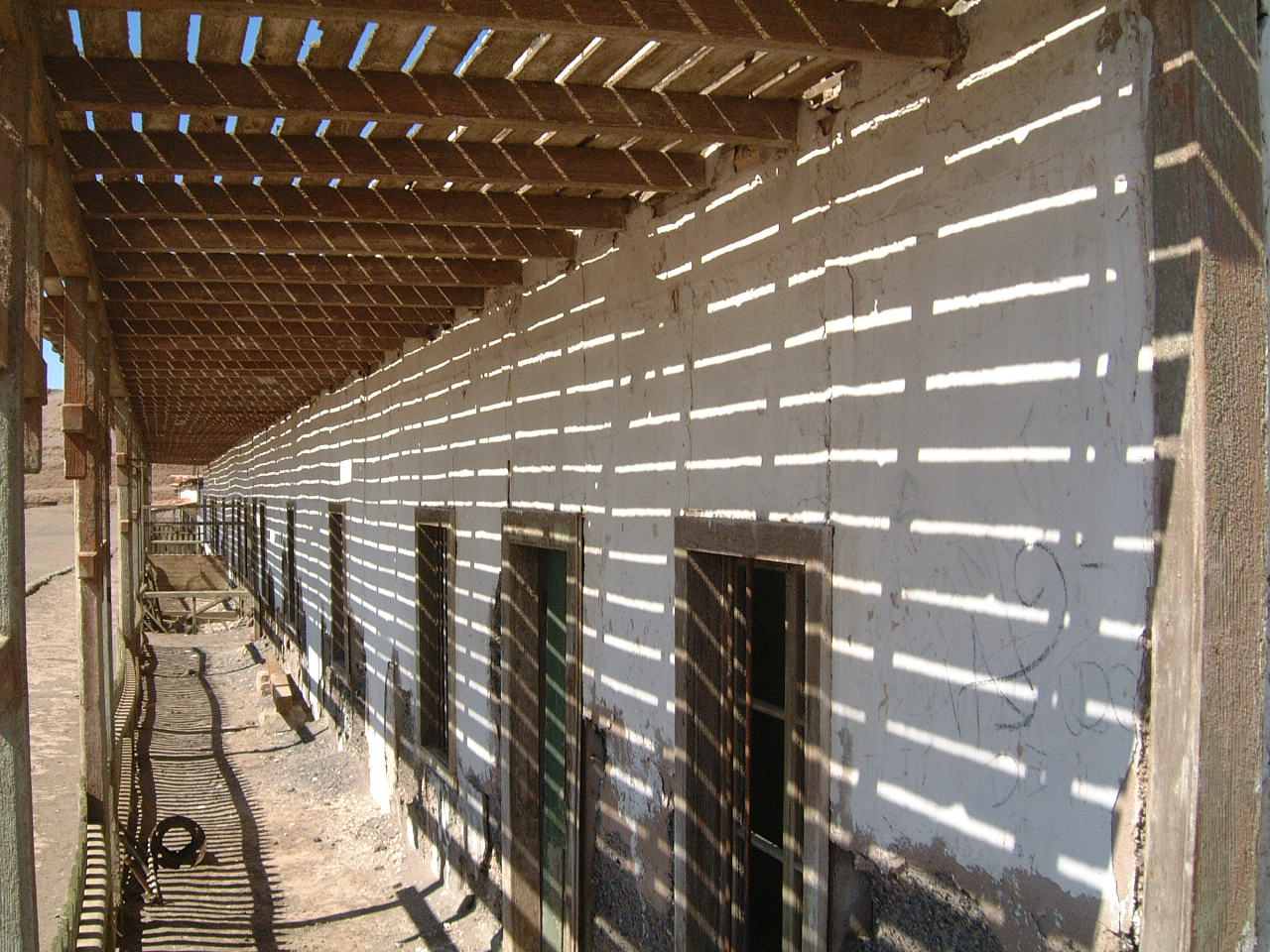
Жилища рабочих селитряного производства в Атакаме

Сын скромного почтового служащего. Работал в лаборатории Лондонской железной дороги, изучал химию на вечерних курсах Института механики, затем учился в Королевской школе горного дела. В 1875 подписал контракт с Селитряной компанией области Тарапака (исп. Compañía Salitrera de Tarapacá) и переехал в Южную Америку. 34 года работал на Peru Nitrate Company в поселке Уара  (вначале эта территория принадлежала Перу), усовершенствовал процесс переработки селитры в карбонат натрия, внес другие существенные инновации, значительно повысившие производительность. Получил прозвище «Отец селитры». Оставил автобиографию.

## Автобиография
- James "Santiago" Thomas Humberstone: autobiografía. Chile: Ediciones Campvs Universidad Arturo Prat, 2007. 295 р.

## Признание
В честь изобретательного и деятельного инженера компания COSATAN (исп. Compañía Salitrera de Tarapacá y Antofagasta), с 1934 владевшая селитряным производством в здешних местах, переименовала его в Фабрику Сантьяго Хамберстона. 
Сантьяго Хамберстону посвящено стихотворение живущей в Чили кубинской поэтессы Дамарис Кальдерон.